# هوه آخت
هوه آخت (به آلمانی: Hohe Acht) یک کوه در آلمان است که در آدناو واقع شده‌است.